# Faw Mount
Der Faw Mount ist ein Hügel in den Pentland Hills. Die 416 m hohe Erhebung liegt an der Ostflanke des südlichen Teils der rund 25 km langen Hügelkette in der schottischen Council Area Scottish Borders.
Die nächstgelegenen Ortschaft sind der Weiler Carlops sowie West Linton in jeweils rund vier Kilometer Entfernung im Nordosten beziehungsweise Südosten. Zu den umgebenden Hügeln zählen der Mount Maw im Norden, der King Seat im Südwesten sowie der Byrehope Mount im Westen.

## Umgebung
An den Flanken des Faw Mount entspringen mehrere Bäche. Ein von der Nordflanke abfließender Bach mündet direkt südlich des Baddinsgill Reservoir in das abfließende Lyne Water. Zwei an der Südostflanke entspringende Bäche münden ein Stück flussabwärts in das Lyne Water ein. Ein weiterer Bach speist jenseits von Carlops den North Esk.
Zu Zeiten der römischen Besatzung Britanniens verlief entlang der Ostflanke eine Römerstraße. Ihr Befestigungsdamm ist heute noch streckenweise erkennbar. Auf Höhe des Faw Mount sind zwei Abschnitte des Bauwerks als Scheduled Monument klassifiziert.